# فرودگاه بین‌المللی توزر نفطه الدولی
فرودگاه بین‌المللی توزر نفطه الدولی (به انگلیسی: Tozeur–Nefta International Airport) (به زبان بومی: Aéroport International de Tozeur–Nefta) یک فرودگاه همگانی با کد یاتا TOE است که یک باند فرود آسفالت دارد و طول باند آن ۳۱۶۷ متر است. این فرودگاه در کشور تونس قرار دارد و در ارتفاع ۸۷ متری از سطح دریا واقع شده است.

## شرکت‌های هواپیمایی و مقصدهای پروازی
| شرکت‌های هواپیمایی | مقصدهای پروازی  |
| ----------------- | --------------- |
| تونس ایر          | شارل دوگل پاریس |
| تونس‌ایر اکسپرس    | تونس قرطاج      |